# Loi des proportions multiples

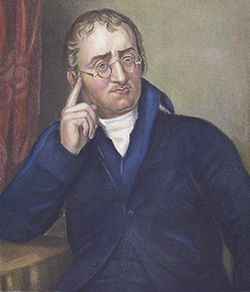
John Dalton.

La loi des proportions multiples, énoncée par John Dalton dès 1803, précise la loi des proportions définies énoncée par Joseph Louis Proust en 1794.
Dans des termes modernes, la loi se décrit comme suit. Étant donné un composé chimique constitué de deux éléments A et B, par exemple l’oxygène et l'azote, r est le rapport m(A)/m(B) des masses de A et B mesurées pour une certaine quantité de ce composé. Si l'on considère deux composés chimiques différents, constitués de A et B dans les rapports respectifs r1 et r2, la loi des proportions multiples s'énonce ainsi : le rapport r1/r2 est égal au rapport de deux nombres entiers petits.
John Dalton établit cette loi en 1803 et en déduit l'hypothèse atomique : dans une molécule donnée chaque type d'atome apporte une ou plusieurs fois sa masse et le rapport r1/r2 pour deux molécules est le rapport entre les nombres d'atomes dans chacune. Soit par exemple une certaine quantité de deux oxydes d'azote. On y mesure les valeurs respectives des rapports oxygène /azote r1 = 2,29 et r2 = 2,86 d'où r1/r2 = 0,80 = 4/5. Il s'agit ici de NO2 et N2O5 avec le rapport r1/r2 = 2/2,5 = 0,8.
En 1808 William Hyde Wollaston, surtout connu pour ses découvertes du palladium et du rhodium, vérifie la loi des proportions multiples pour les oxalates, les sulfates et les carbonates alcalins. Il prévoit aussi qu'autour d'un atome central, quatre autres atomes devraient former un arrangement tétraédrique, anticipant ainsi la stéréochimie introduite en 1874 par van 't Hoff avec le carbone tétraédrique et par Le Bel avec l'explication de l'isomérie optique.